# Lindesberg

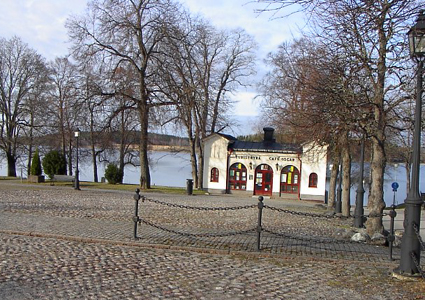
L'agence de tourisme à côte du lac de Lindesberg.

Lindesberg est une localité de Västmanland en Suède et le siège de la commune de Lindesberg, dans le comté d'Örebro. Lindesberg était une municipalité séparée de Lindesbergs ville de 1643 à 1970.
La ville est située sur la rive nord du lac Lindessjön entre Bottenån et le lac Lilla Lindessjön à environ 40 km au nord de Örebro. La population de Lindesberg est passée à 9149 habitants le 31-12-2010. Les principaux employeurs de Lindesberg sont aujourd'hui la municipalité, l'hôpital et Arvin Meritor AB (génie mécanique). Auparavant les emplois étaient concentrés autour du secteur de la siderurgie du Bergslagen. La ville était autrefois connue sous le nom Lindesås avant de recevoir le privilège du statut de ville par la reine Reine Christine en 1643.

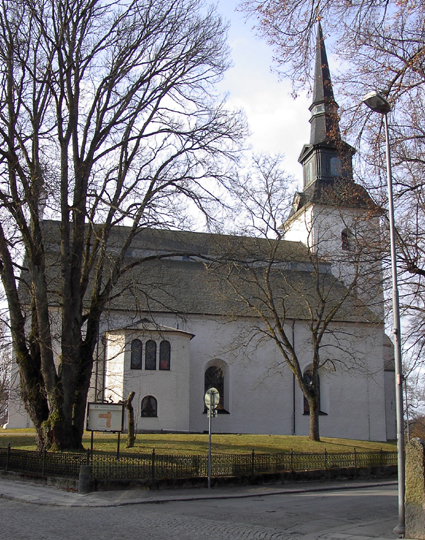
L'église de Lindesberg.